# Mario Desiderio
Mario Oscar Desiderio González (La Plata, Argentina, 1 de febrero de 1938) es un exfutbolista argentino naturalizado colombiano que jugaba de delantero y jugó en varios países como Italia, Colombia y Chile. Además participó con la selección argentina sub-23 y en los Juegos Olímpicos de Roma 1960 jugando 6 partidos marcando 6 goles.

## Trayectoria
Se inició en las divisiones inferiores de Estudiantes de La Plata debutó en el año 1959 por el club alcanzó a estar hasta 1962 donde debido a sus grandes actuaciones lo llevaron a jugar a Europa al Catania Calcio de Italia estuvo solo el año 1963 y retornó a Sudamérica para fichar por O'Higgins.

### O'Higgins
El año 1964 fichó por O'Higgins de Chile, donde fue goleador del equipo con 198 anotaciones y ganó el torneo de la Segunda División de Chile el año 1964. De esa forma, se ganó el cariño de la hinchada de Rancagua y según medios locales e hinchas lo reconocen como el mejor jugador de la historia de la institución rancagüina. Jugó en Rancagua durante tres temporadas anotando un total de 47 conquistas.

### Deportivo Cali
En 1967 parte a Colombia a jugar por el Deportivo Cali donde es campeón los años 1967, 1969 y 1970. Actualmente está radicado en dicho país.

### Oro Negro
En febrero de 1971 ingresó como refuerzo al Oro Negro de Barrancabermeja y en junio asignado como técnico interino ante el despido de Hugo Scrimaglia debido a sus malos resultados con el club.

## Clubes
| Club                    | País      | Año       |
| ----------------------- | --------- | --------- |
| Estudiantes de La Plata | Argentina | 1959-1962 |
| Catania                 | Italia    | 1963      |
| O'Higgins               | Chile     | 1964-1966 |
| Deportivo Cali          | Colombia  | 1967-1970 |
| Oro Negro               | Colombia  | 1971      |
| Deportivo Cali          | Colombia  | 1972-1973 |

## Palmarés
| Título           | Club           | País     | Año  |
| ---------------- | -------------- | -------- | ---- |
| Primera B        | O'Higgins      | Chile    | 1964 |
| Primera División | Deportivo Cali | Colombia | 1967 |
| Primera División | Deportivo Cali | Colombia | 1969 |
| Primera División | Deportivo Cali | Colombia | 1970 |

### Distinciones individuales
| Distinción                                                                    | Año  |
| ----------------------------------------------------------------------------- | ---- |
| Incluido en el equipo ideal del Siglo de O'Higgins en votación de los Hinchas | 1999 |